# Let It Snow! Let It Snow! Let It Snow!
"Let It Snow! Let It Snow! Let It Snow!"는 새미 칸이 작사하고 줄 스타인이 작곡한 크리스마스 노래이다.
1945년에 본 먼로(Vaughn Monroe)가 오리지널로 불렀으며 이후에 프랭크 시나트라(Frank Sinatra)도 리바이벌하였다.